# Pailhès, Hérault
Pailhès är en kommun i departementet Hérault i regionen Occitanien i södra Frankrike. Kommunen ligger i kantonen Murviel-lès-Béziers som tillhör arrondissementet Béziers. År 2022 hade Pailhès 608 invånare.

## Befolkningsutveckling
Antalet invånare i kommunen Pailhès
Referens:INSEE